# John Wrench
John William Wrench, Jr. (Westfield, Estados Unidos; 13 de octubre de 1911-Frederick, Estados Unidos; 27 de febrero de 2009) fue un matemático estadounidense que trabajó principalmente en análisis numérico, pionero en el uso de computadoras para cálculos matemáticos. Destacó por el trabajo realizado con Daniel Shanks para calcular la constante matemática pi con 100.000 cifras decimales.

## Semblanza
Wrench nació el 13 de octubre de 1911 en Westfield, Nueva York, y creció en Hamburgo, Nueva York. Recibió una licenciatura summa cum laude en Matemáticas en 1933 y una maestría  en Matemáticas en 1935, ambas de la Universidad de Búfalo. Obtuvo su doctorado en matemáticas en 1938 en la Universidad de Yale. Su tesis se tituló La derivación de las relaciones del arco tangente.
Wrench murió el 27 de febrero de 2009 de neumonía en Frederick, Maryland.

## Carrera
Wrench comenzó su carrera como profesor en la Universidad George Washington, pero pasó a investigar para la Marina de los Estados Unidos durante la Segunda Guerra Mundial. Su especialidad para la Marina fue el desarrollo de métodos computacionales de alta velocidad y fue pionero en el uso de computadoras para cálculos matemáticos. Trabajó en proyectos relacionados con ondas sonoras submarinas, explosiones submarinas, diseño estructural, hidrodinámica, aerodinámica y análisis de datos. Se convirtió en subdirector del Laboratorio de Matemáticas Aplicadas en la Cuenca Modelo David Taylor de la Marina en 1953, y se retiró en 1974 como jefe del laboratorio. Recibió distintos reconocimientos académicos de la Universidad de Yale, la Universidad Wesleyan, la Universidad de Maryland, College Park y la Universidad Americana.
Tuvo un interés particular en calcular decimales de π incluso antes de la disponibilidad de las computadoras. Durante el período 1945-1956, Wrench y Levi B. Smith usaron una calculadora de escritorio para producir más y más dígitos de π, alcanzando 1160 posiciones decimales. En 1961, Wrench y Daniel Shanks utilizaron una computadora IBM 7090 para calcular π con 100.000 dígitos. Harry Polachek tenía una copia impresa de los 100.000 dígitos especialmente encuadernada, inscritos en letras doradas y donados al Instituto Smithsoniano.
También calculó una serie de otras constantes matemáticas con alta precisión, por ejemplo, la constante de Euler-Mascheroni con 328 decimales y la constante de Khinchin con 65.
Durante un tiempo fue editor del Journal of Mathematics of Computation. Perteneció a la Academia Nacional de Ciencias y al Consejo Nacional de Investigación. Publicó más de 150 artículos científicos.